# 1. FC Union Berlin
1. FC Union Berlin is een Duitse profvoetbalclub uit Berlijn. De club speelt zijn thuiswedstrijden op Stadion An der alten Försterei. Union is de opvolger van SC Union 06 Oberschöneweide.

## Geschiedenis
In 1955 werd Union Oberschöneweide geïntegreerd in de sportclub SC Motor Berlin. Twee jaar later fuseerde deze met enkele BSG's tot TSC Oberschöneweide. Deze club fuseerde in 1963 op zijn beurt met twee andere sportclubs tot TSC Berlin. De fusie werd door de overheid opgelegd, TSC zou een burgerlijk tegengewicht zijn voor de legerclub ASK Vorwärts Berlin en SC Dynamo Berlin. In 1965 besliste de overheid dan weer dat de voetbalafdelingen van de sterkste sportclubs zelfstandig moesten worden als een prestatiegerichte FC. De keuze voor TSC Berlin als FC was op zijn minst vreemd te noemen omdat de club in de DDR-Liga speelde en niet in de DDR-Oberliga. Op 20 januari werd de voetbalafdeling dan zelfstandig onder de naam 1. FC Union Berlin. De club maakte het lopende seizoen in de DDR-Liga af en kon wel meteen promotie afdwingen.
In het eerste seizoen bij de elite werd de club verrassend zesde en eindigde zo voor beide Oost-Berlijnse rivalen. Hierdoor mocht de club al meteen deelnemen aan de Intertoto Cup. In een groep met Kjøbenhavns Boldklub, Union Teplice en GKS Katowice werd de club derde en was uitgeschakeld.

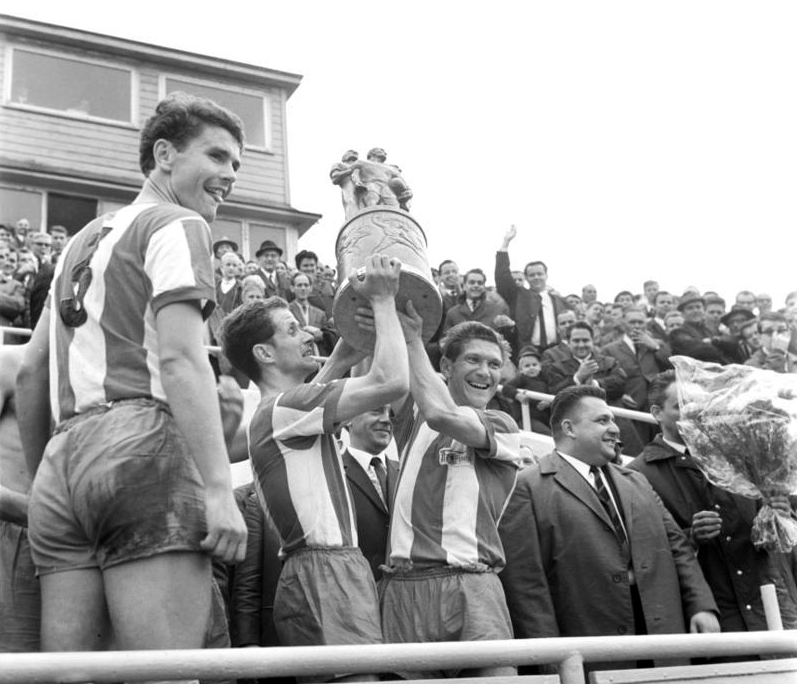
9 juni 1968: Wruck, Prüfke en Quest vieren de bekerwinst

Een jaar later volgde het grootste succes tot nu toe van de club, de winst van de FDGB-Pokal. De club stond in de finale tegen de regerende landskampioen FC Carl Zeiss Jena en won met 2:1. De club plaatste zich voor de beker der bekerwinnaars, maar door de gebeurtenissen in de Praagse Lente lootte de UEFA alle clubs uit Oost-Europa tegen elkaar waardoor deze zich uiteindelijk terugtrokken. In de competitie werd de club laatste en degradeerde. Na één seizoen promoveerde de club weer en werd nu vijfde, de beste Oberliganotering voor de club aller tijden.
Nadat FC Vorwärts Berlin in 1971 verhuisde naar Frankfurt an der Oder had Oost-Berlijn nog maar twee grote voetbalclubs. De trainingscentra in Berlijn en Brandenburg werden opnieuw opgedeeld. De clubs rekruteerden uit deze centra talentvolle jeugdspelers. Voorheen werd Oost-Berlijn in drieën  verdeeld, maar het vrijgekomen derde deel ging volledig naar BFC Dynamo. Ook in Brandenburg kwam een herverdeling en het district Potsdam moest aan Vorwärts Frankfurt afgestaan worden waardoor Union nog maar over 6 trainingscentra beschikte, terwijl BFC Dynamo er 38 had. 

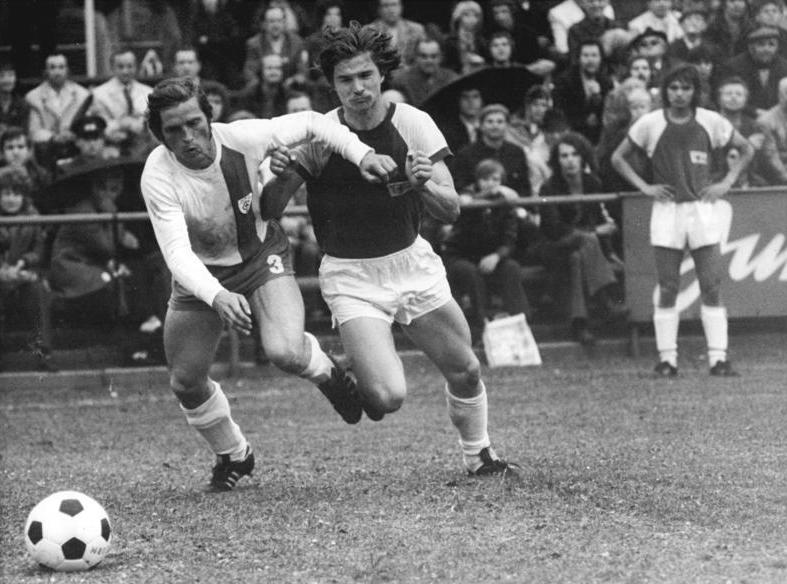
Eindronde 1974: Union verliest thuis met 1:2 tegen HFC Chemie.

Dit droeg ertoe bij dat de club in 1973 opnieuw degradeerde uit de Oberliga. De DDR-Liga werd geherstructureerd en bestond nu uit vijf reeksen, waarvan de kampioenen nog een eindronde speelden om de twee promovendi aan te duiden. De club werd drie keer op rij kampioen, maar pas in 1976 slaagde Union erin te promoveren.
Buiten de promotie kreeg de club met Heinz Werner ook een nieuwe trainer. De club zorgde meteen voor een verrassing door in het Stadion der Weltjugend voor 45.000 toeschouwers met 0:1 te  winnen tegen BFC Dynamo. Ook de terugwedstrijd, eveneens in het Stadion der Weltjugend werd met 1:0 gewonnen. De Berlijnse derby's werden vanaf dit jaar in het grote stadion van BFC Dynamo gespeeld. De winst tegen Stasiclub Dynamo bracht vele supporters met zich mee en in 1977/78 had de club met gemiddeld 17308 toeschouwers, na Dynamo Dresden het op één na beste supportersaantal. In de competitie werden ze dat jaar achtste. Twee jaar later degradeerde de club terug naar de DDR-Liga. De derby's tegen Dynamo draaiden nu in het voordeel van Dynamo uit die deze wonnen met 5:0 en 6:0 cijfers. In de beker kregen ze zelfs een 1:8 om de oren.
In de DDR-Liga werden ze meteen kampioen, maar voor de derde keer al misten ze de promotie in de eindronde. Een jaar later slaagden ze er wel in te promoveren. Ondanks de promotie werd de geliefde trainer Werner vervangen door Harry Nippert. Deze beslissing was omstreden omdat Nippert voorheen bij BFC Dynamo actief was. De club kon alleen maar thuis punten sprokkelen, maar dat volstond om klassenbehoud te verzekeren. Het volgende seizoen was erg spannend voor de club. Door een overwinning op de laatste speeldag tegen rechtstreekse concurrent BSG Chemie Leipzig kwam Union nog op gelijke hoogte met Chemie. Doordat de clubs ook een gelijk doelsaldo hadden kwamen er twee testwedstrijden. Na een gelijkspel in Berlijn verloor de club in Leipzig en degradeerde.

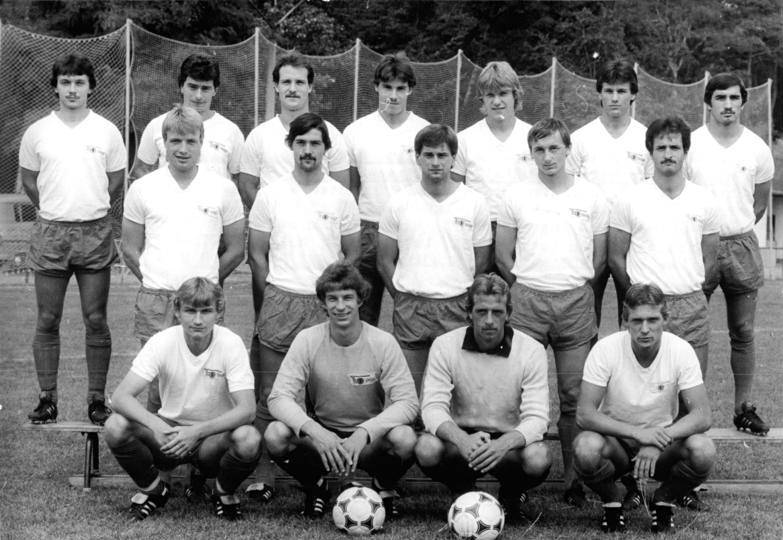
Elftal in 1983/84

Vanaf 1994 werd de Regionalliga Nordost de nieuwe derde klasse. Union bleef in de subtop, maar de schuldenberg van de club bleef maar groeien. In 1995 werd voor de derde keer op rij een licentie voor de profliga geweigerd, al kon de club zich hier dit seizoen sportief niet voor plaatsen.
In februari 1997 verscheen in de pers dat een faillissement onafwendbaar was. De supporters zetten echter een reddingsactie op touw en het faillissement werd afgewend door een sponsorverdrag met Nike voor vijf jaar. Toch bleven spelers en ook trainers de club verlaten. In januari 1998 engageerde Michael Kölmel zich met zijn firma Kinowelt waardoor de club echt gered werd. De bekende zangeres Nina Hagen zong in die tijd ook een nieuwe clubhymne in.
In 2000 werd de club kampioen en nam andermaal deel aan de eindronde om promotie, maar ook nu kon de club het niet waarmaken, na penalty’s tegen VfL Osnabrück. Het volgende seizoen in de Regionalliga Nord werd een succes met een nieuwe titel en deze keer promoveerde de club meteen naar de 2. Bundesliga. In de DFB-Pokal zorgde de club voor furore door de halve finale te bereiken tegen Borussia Mönchengladbach. De club speelde gelijk en kon na penalty’s met 6:4 een plaats in de finale afdwingen. In de finale verloor de club met 0:2 van FC Schalke 04, die in de Bundesliga tweede werd.
Doordat Schalke als vicekampioen al geplaatst was voor de UEFA Champions League mocht Union naar de UEFA Cup en is tot op de heden de enige Duitse derdeklasser die hierin slaagde. Na een overwinning op het Finse Haka Valkeakoski verloor de club in de tweede ronde van het Bulgaarse Litex Lovetsj.
In het eerste seizoen werd de club verrassend zesde en op de laatste speeldag verhinderde de club nog de promotie van 1. FSV Mainz 05 naar de Bundesliga door de club met 3:1 te verslaan. In het tweede seizoen werd nog de negende plaats bereikt, maar in het derde seizoen volgde een degradatie.
Na een succesrijke periode volgde een diep dal. De club werd laatste in de Regionalliga en zakte verder naar de Oberliga. Vier verschillende trainers konden de degradatie niet afwenden. Ook doken opnieuw financiële problemen op. In de Oberliga trof de club oude aartsrivaal BFC Dynamo, dat al enkele jaren aan lager wal geraakt was. Bij de heenwedstrijd won Union voor 14.000 toeschouwers met 8:0. De terugwedstrijd werd geboycot door de fans waardoor de wedstrijd bij 1:1 gestopt werd omdat supporters van Dynamo de versperringen in het stadion afbraken om zo door te dringen tot in het toeschouwersvak van Union. Union kreeg hiervoor later een 2:0 overwinning toegekend. Aan het einde van het seizoen werd de club kampioen en keerde terug naar de Regionalliga. De club begon goed aan het seizoen en stond zelfs aan de leiding maar dan ging het bergaf waardoor de club slechts twaalfde werd.
In 2008 werd de club vierde, wat volstond voor kwalificatie voor de 3. Liga, een nieuwe profliga die nu als derde klasse fungeerde. Wegens renovatiewerken aan het stadion speelde de club thuiswedstrijden in het Jahnsportpark. Door vertragingen met de bouw moest de club uiteindelijk het volledige seizoen ergens anders afwerken. Ondanks dit kon de club op de 21ste speeldag de leiding in de competitie overnemen van SC Paderborn 07 en gaf deze daarna niet meer af.
Na dertien maanden bouwarbeid werd het gerenoveerde stadion ingewijd met een wedstrijd tegen Hertha BSC (3:5). De promovendus mocht aan de DFB-Pokal deelnemen en verloor in de eerste ronde van titelverdediger Werder Bremen met 0:5. Tot de veertiende speeldag stond de club in de top vijf, maar zakte daarna wat weg naar de middenmoot. Op de voorlaatste speeldag kon de club pas echt het behoud verzekeren en werd uiteindelijk twaalfde.
Op 24 augustus 2009 ontbond Union het contract met hoofdsponsor ISP. De reden voor deze breuk is dat de manager van ISP een Stasi-verleden heeft. Het tweede seizoen in de 2. Bundesliga begon slecht met twee punten uit vier wedstrijden en een vroege uitschakeling in de DFB-Pokal door het twee klassen lager spelende Hallescher FC. Aan het einde van het seizoen eindigde de club elfde. In 2012 werd de club zevende. Ook de volgende jaren eindigde de club steevast in de top tien. In seizoen 2016/17 nam de club na een zegereeks van zes wedstrijden de leiding over van VfB Stuttgart op de 25ste speeldag. Door een 1 op 9 hierna moest de club wel de leidersplaats afstaan. Ook daarna bleef de club wisselvallig waardoor ze uiteindelijk als vierde eindigden.
Na een achtste plaats in 2018 streed Union in het seizoen 2018/19 het gehele seizoen mee om de eerste twee plaatsen, die recht geven op directe promotie. Nadat het in de laatste speelronden vaak stuivertje wisselen was met Hamburger SV en SC Paderborn 07 eindigde Union op de derde plaats, waardoor het in een promotie/degradatieduel kwam te spelen met VfB Stuttgart uit de Bundesliga. In Stuttgart werd er met 2-2 gelijkgespeeld, na twee keer op achterstand te zijn gekomen. In de terugwedstrijd, thuis aan het Stadion An der alten Försterei, werd er niet gescoord en promoveerde Union Berlin, op basis van uitgoals, voor het eerst in haar geschiedenis naar de Bundesliga. Het was voor het eerst sinds 2012 dat een ploeg uit de 2. Bundesliga een Bundesliga-club in de nacompetitie wist te verslaan.
In het eerste seizoen in de Bundesliga eindigde Union op de elfde plaats, het seizoen erna eindigde Union als zevende en kwalificeerde zich daarmee voor de UEFA Conference League. In het seizoen 2021/22 eindigde Union op de vijfde plaats en daarmee kwalificeerde Union zich rechtstreeks voor de groepsfase van de UEFA Europa League, daarnaast werd de halve finale van de DFB-Pokal behaald. In de Conference League werd na een overwinning op het Finse KuPS de groepsfase gehaald, Union werd vervolgens derde in de groep met Feyenoord, Slavia Praag en Maccabi Haifa.
In het seizoen 2022/23 werd Union in de UEFA Europa League tweede in een groep met Union Sint-Gillis, SC Braga en Malmö FF. Met deze tweede plaats plaatste Union zich voor de tussenronde van het toernooi en daarmee was Union voor het eerst na de winterstop actief in een Europees toernooi. In de tussenronde werd AFC Ajax verslagen en in de achtste finale verloor Union van Union Sint-Gillis. Tijdens deze Europese campagne speelde Union de thuiswedstrijden in het eigen Stadion An der alten Försterei, in het seizoen 2021/22 was het stadion nog afgekeurd door de UEFA, waardoor de Europese thuiswedstrijden toen gespeeld werden in het Olympisch Stadion, de thuisbasis van Hertha BSC. In de Bundesliga was Union Berlin na zes speelronden voor het eerst de koploper van de ranglijst. Union eindigde uiteindelijk op de vierde plaats en daarmee kwalificeerde de club zich voor het eerst voor de UEFA Champions League. Union was rechtstreeks gekwalificeerd voor de groepsfase. De club werd vierde in de groep met Real Madrid, SSC Napoli en SC Braga en wist slechts 2 punten te behalen. In de Bundesliga zakte Union naar de laatste plaats na 9 nederlagen op rij, hierdoor werd coach Urs Fischer, die in 2019 met Union naar de Bundesliga promoveerde ontslagen. Union wist zich uiteindelijk op het nippertje wel te handhaven in de Bundesliga. 

## Erelijst
- Bekerwinnaar DDR (1)

1968
- DFB-Pokal (0)

Finalist: 2001
- Regionalliga Nordost (1)

2000
- 3. Liga (1)

2008-2009

## Clubcultuur

### Supporters

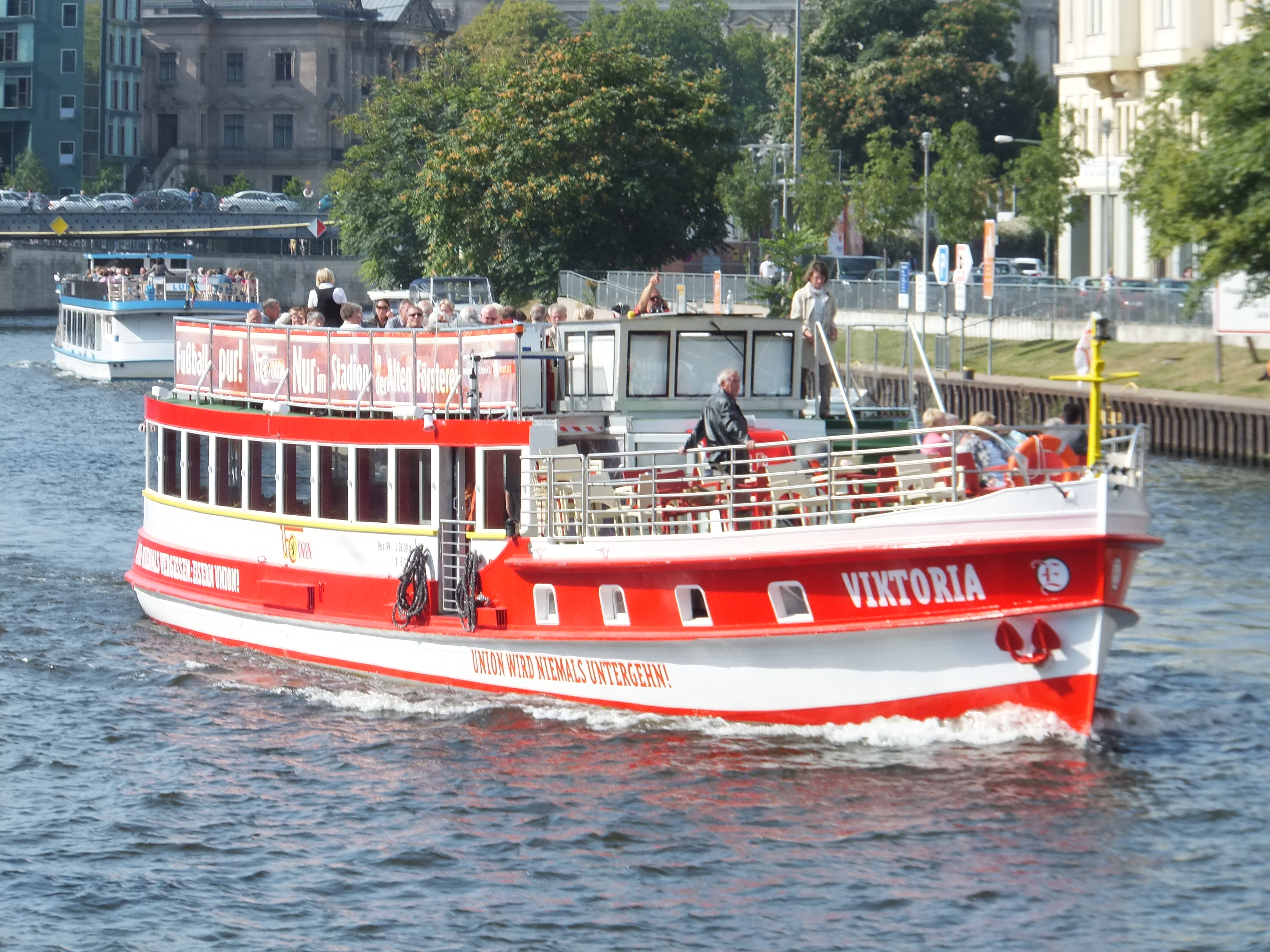
Union Berlin Boot
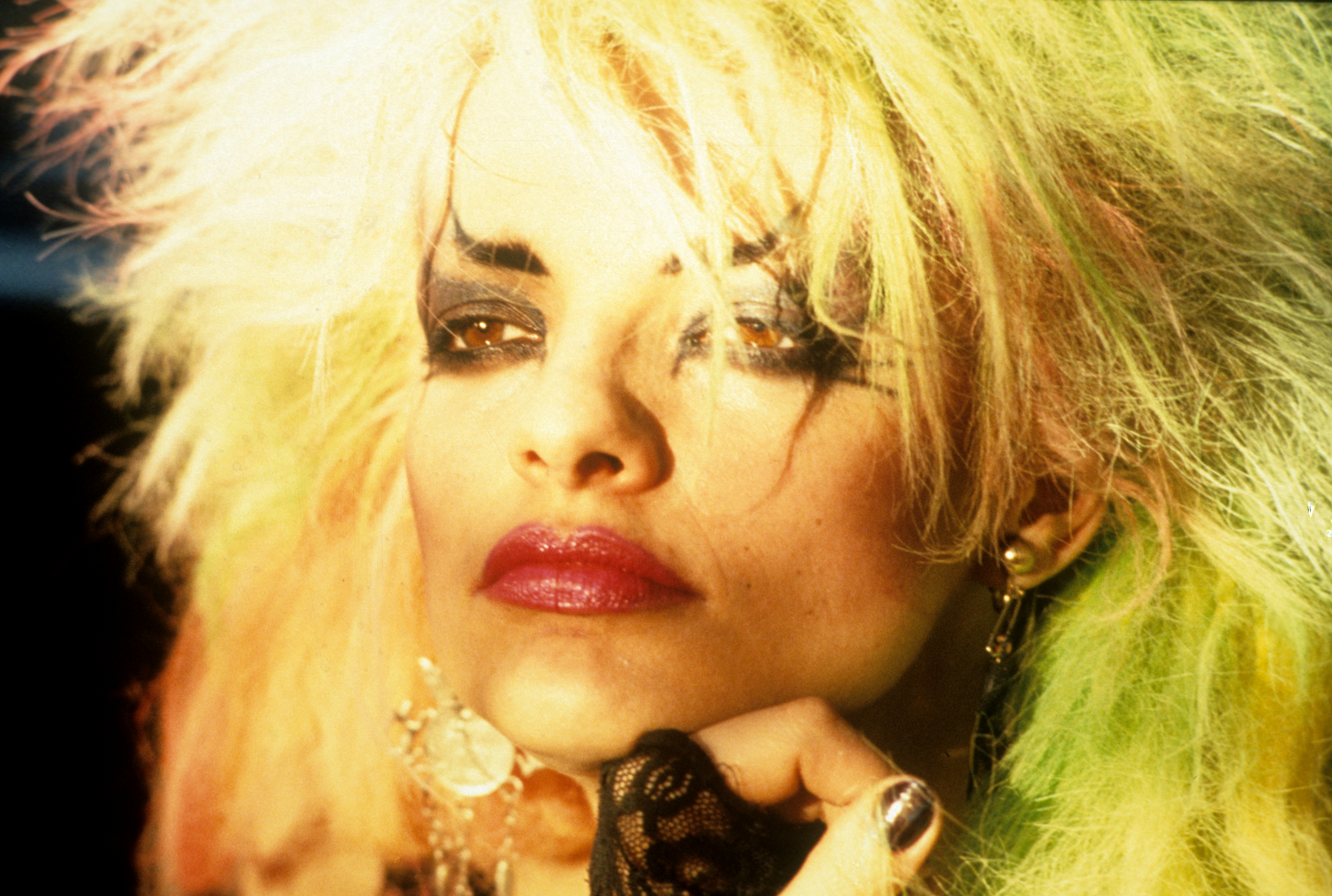
Nina Hagen
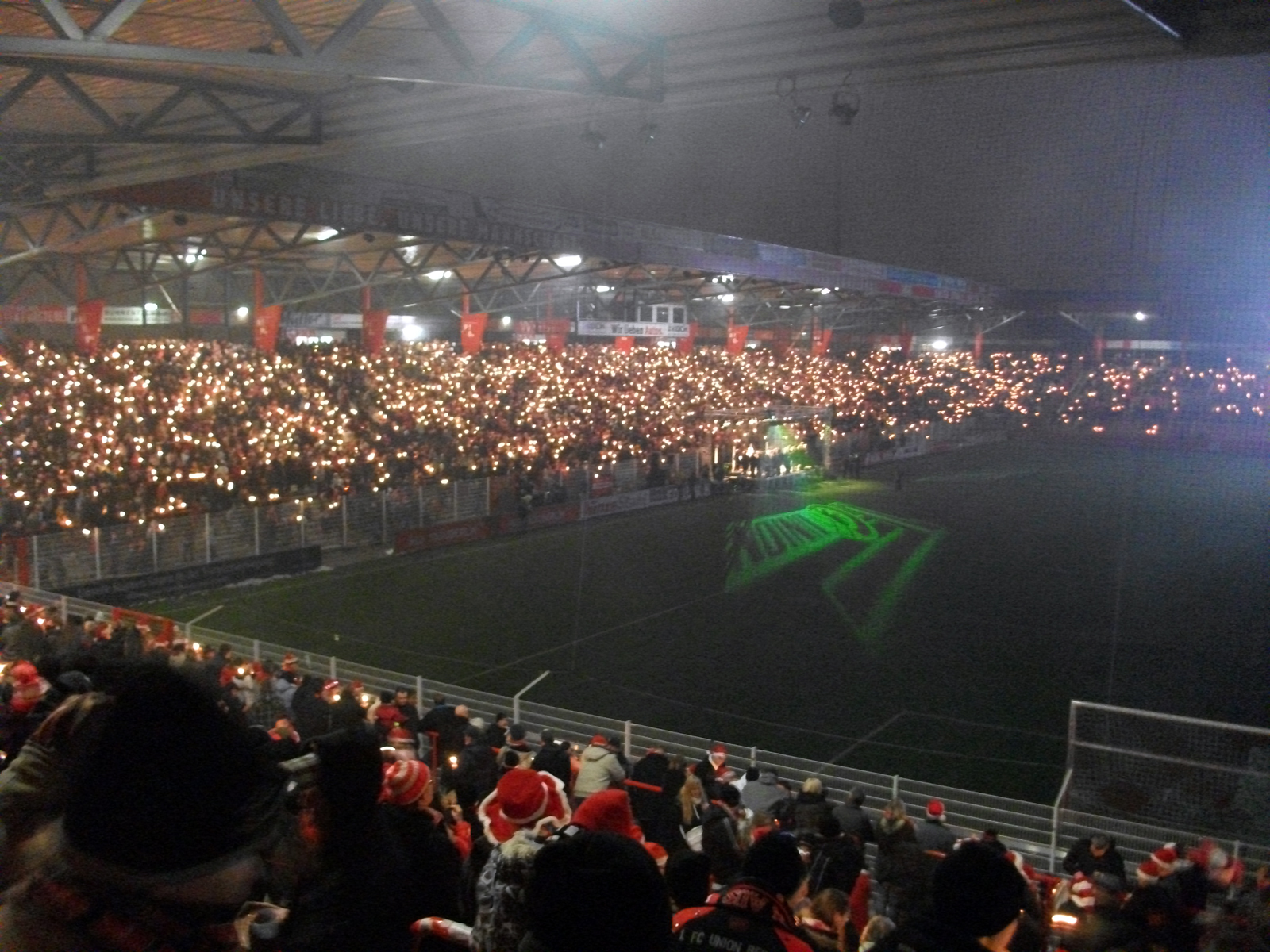
Weihnachtssingen
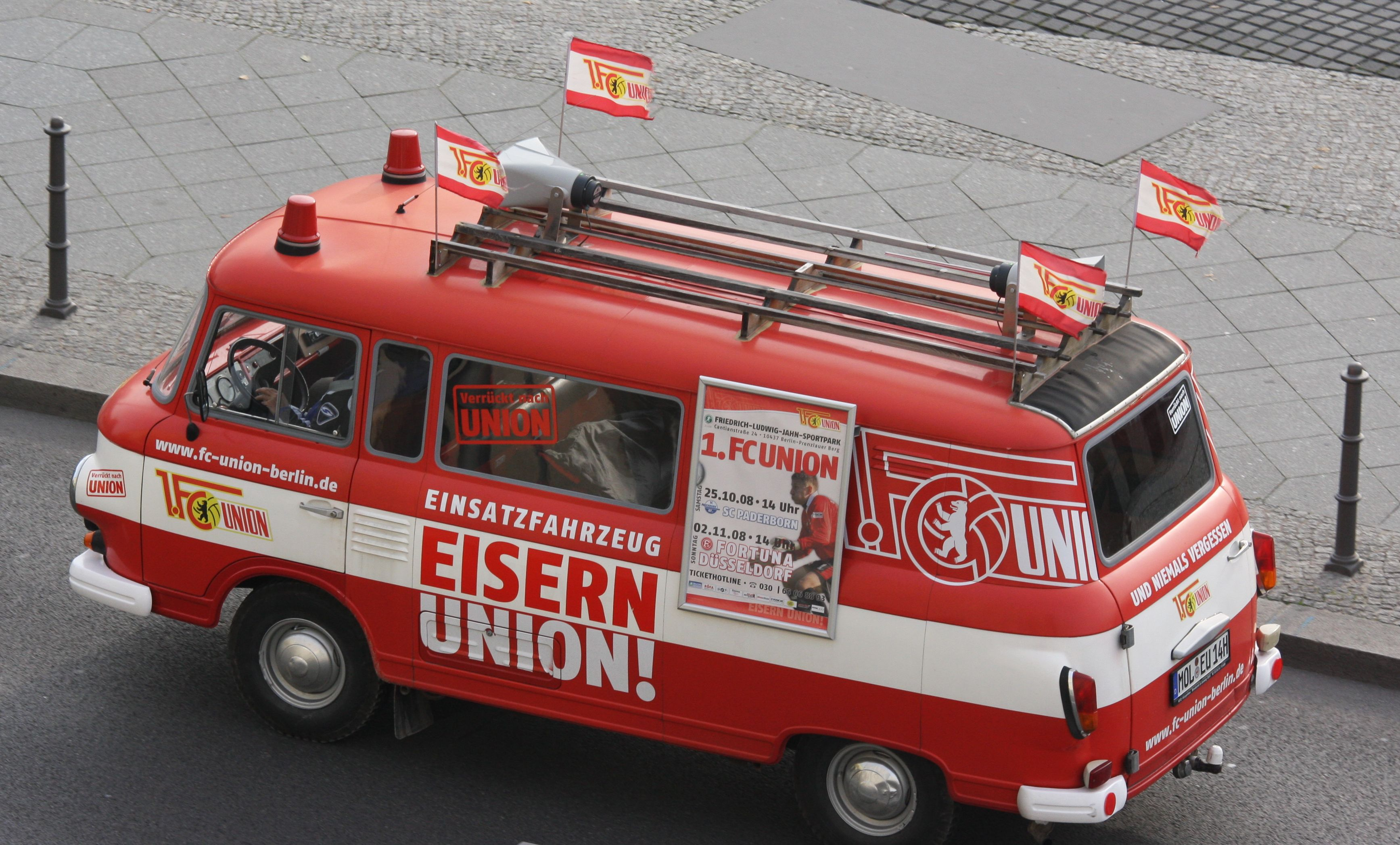
Union Berlin Autobus

## Stadion

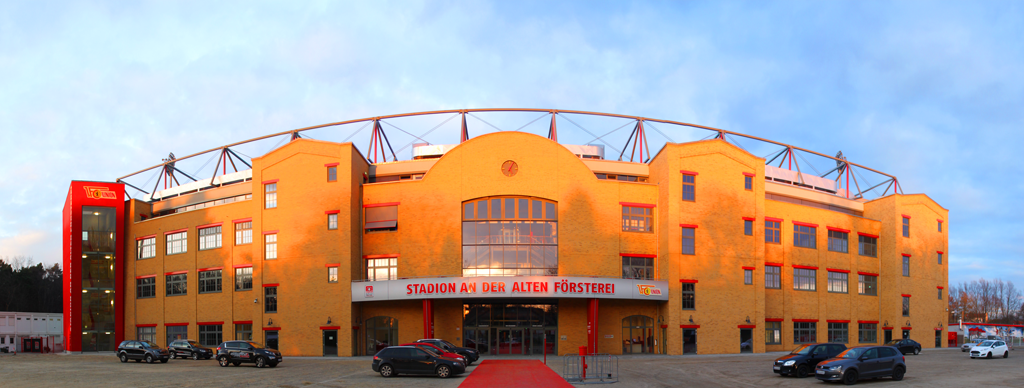
Stadion An der alten Försterei

### Weihnachtssingen
28.500 supporters van de Berlijnse voetbalclub FC Union Berlin hebben in 2015 deelgenomen aan het traditionele 'Weihnachtssingen' in thuisbasis Stadion An der alten Försterei. De traditie ontstond twaalf jaar geleden. FC Union Berlin speelde toen een belabberd seizoen. Enkele gedesillusioneerde fans waren die neergang beu en kropen op 23 december 2003 over de stadionomheining om samen enkele kerstliederen te zingen, om zo de nederlagen even te vergeten.

## Eerste elftal

### Selectie
| Nr.           | Naam                | Nationaliteit    | Geb. datum | Sinds | Contract | Vorige club              |
| ------------- | ------------------- | ---------------- | ---------- | ----- | -------- | ------------------------ |
| Doelmannen    |                     |                  |            |       |          |                          |
| 1             | Frederik Rønnow     | Denemarken       | 04-08-1992 | 2021  |          | Eintracht Frankfurt      |
| 12            | Jakob Busk          | Denemarken       | 12-09-1993 | 2016  | 2024     | Kopenhagen               |
| 37            | Alexander Schwolow  | Duitsland        | 02-06-1992 | 2023  |          | Hertha                   |
| Verdedigers   |                     |                  |            |       |          |                          |
| 2             | Kevin Vogt          | Duitsland        | 23-09-1991 | 2024  |          | Hoffenheim               |
| 3             | Paul Jaeckel        | Duitsland        | 22-07-1998 | 2021  |          | Greuther Fürth           |
| 4             | Diogo Leite         | Portugal         | 23-01-1999 | 2023  |          | Porto                    |
| 5             | Danilho Doekhi      | Nederland        | 30-06-1998 | 2022  | 2025     | Vitesse                  |
| 6             | Robin Gosens        | Duitsland        | 05-07-1994 | 2023  | 2028     | Inter Milan              |
| 18            | Josip Juranović     | Kroatië          | 16-08-1995 | 2023  | 2027     | Celtic                   |
| 26            | Jérôme Roussillon   | Frankrijk        | 06-01-1993 | 2023  |          | Wolfsburg                |
| 28            | Christopher Trimmel | Oostenrijk       | 24-02-1987 | 2014  | 2024     | Rapid Wien               |
| 31            | Robin Knoche        | Duitsland        | 22-05-1992 | 2020  | 2024     | Wolfsburg                |
| Middenvelders |                     |                  |            |       |          |                          |
| 7             | Brenden Aaronson    | Verenigde Staten | 22-10-2000 | 2023  | 2024     | Leeds (gehuurd)          |
| 8             | Rani Khedira        | Duitsland        | 27-01-1994 | 2021  |          | Augsburg                 |
| 13            | András Schäfer      | Hongarije        | 13-04-1999 | 2022  |          | DAC                      |
| 19            | Janik Haberer       | Duitsland        | 02-04-1994 | 2022  | 2025     | Freiburg                 |
| 20            | Aïssa Laïdouni      | Tunesië          | 13-12-1996 | 2023  |          | Ferencváros              |
| 29            | Lucas Tousart       | Frankrijk        | 29-04-1997 | 2023  |          | Hertha                   |
| 33            | Alex Král           | Tsjechië         | 19-05-1998 | 2023  | 2024     | Spartak Moskou (gehuurd) |
| Aanvallers    |                     |                  |            |       |          |                          |
| 9             | Mikkel Kaufmann     | Denemarken       | 03-01-2001 | 2023  |          | Kopenhagen               |
| 10            | Kevin Volland       | Duitsland        | 30-07-1992 | 2023  | 2026     | Monaco                   |
| 11            | Chris Bedia         | Ivoorkust        | 05-03-1996 | 2024  |          | Servette Genève          |
| 14            | Yorbe Vertessen     | België           | 08-01-2001 | 2024  | 2028     | PSV                      |
| 16            | Benedict Hollerbach | Duitsland        | 17-05-2001 | 2023  |          | Wehen Wiesbaden          |

Laatste update: 04 februari 2024

### Staf
| Naam                | Nationaliteit | Functie           | Sinds | Contract | Vorige club |
| ------------------- | ------------- | ----------------- | ----- | -------- | ----------- |
| Technische Staf     |               |                   |       |          |             |
| Bo Svensson         | Denemarken    | Hoofdtrainer      | 2024  |          | FSV Mainz   |
| Babak Keyhanfar     | Duitsland     | Assistent-trainer | 2024  |          | FSV Mainz   |
| Kristoffer Wichmann | Denemarken    | Assistent-trainer | 2024  | 2027     | Kolding IF  |
| Michael Gspurning   | Oostenrijk    | Keeperstrainer    | 2017  |          |             |

Laatste update: 5 oktober 2024

## Overzichtslijsten
tot 1991 speelde de club in de Oost-Duitse competitie 
| Niveau | Aantal | Periode (1963-2026)                                                                    |
| ------ | ------ | -------------------------------------------------------------------------------------- |
| I      | 23     | 1966-1969, 1970-1973, 1976-1980, 1982-1984, 1985-1989, 2019-....                       |
| II     | 25     | 1963-1966, 1969-1970, 1973-1976, 1980-1982, 1984-1985, 1989-1991, 2001-2004, 2009-2019 |
| III    | 14     | 1991-2001, 2004-2005, 2006-2009                                                        |
| IV     | 1      | 2005-2006                                                                              |

### Eindklasseringen sinds 1964
- 1964 2e
DDR-Liga
- 1965 7e
DDR-Liga
- 1966 1e
DDR-Liga
- 1967 6e
DDR-Oberliga
- 1968 8e
DDR-Oberliga
- 1969 14e
DDR-Oberliga
- 1970 1e
DDR-Liga
- 1971 5e
DDR-Oberliga
- 1972 11e
DDR-Oberliga
- 1973 13e
DDR-Oberliga
- 1974 1e
DDR-Liga
- 1975 1e
DDR-Liga
- 1976 1e
DDR-Liga
- 1977 11e
DDR-Oberliga
- 1978 8e
DDR-Oberliga
- 1979 10e
DDR-Oberliga
- 1980 14e
DDR-Oberliga
- 1981 1e
DDR-Liga
- 1982 1e
DDR-Liga
- 1983 12e
DDR-Oberliga
- 1984 13e
DDR-Oberliga
- 1985 1e
DDR-Liga
- 1986 7e
DDR-Oberliga
- 1987 11e
DDR-Oberliga
- 1988 11e
DDR-Oberliga
- 1989 14e
DDR-Oberliga
- 1990 2e
DDR-Liga
- 1991 1e
DDR-Liga
- 1992 1e
Oberliga
- 1993 1e
Oberliga
- 1994 1e
Oberliga
- 1995 3e
Regionalliga
- 1996 2e
Regionalliga
- 1997 5e
Regionalliga
- 1998 6e
Regionalliga
- 1999 6e
Regionalliga
- 2000 1e
Regionalliga
- 2001 1e
Regionalliga
- 2002 6e
2. Bundesliga
- 2003 9e
2. Bundesliga
- 2004 17e
2. Bundesliga
- 2005 18e
Regionalliga
- 2006 1e
Oberliga
- 2007 12e
Regionalliga
- 2008 4e
Regionalliga
- 2009 1e
3. Liga
- 2010 12e
2. Bundesliga
- 2011 11e
2. Bundesliga
- 2012 7e
2. Bundesliga
- 2013 7e
2. Bundesliga
- 2014 9e
2. Bundesliga
- 2015 7e
2. Bundesliga
- 2016 6e
2. Bundesliga
- 2017 4e
2. Bundesliga
- 2018 8e
2. Bundesliga
- 2019 3e
2. Bundesliga
- 2020 11e
Bundesliga
- 2021 7e
Bundesliga
- 2022 5e
Bundesliga
- 2023 4e
Bundesliga
- 2024 15e
Bundesliga
- 2025 13e
Bundesliga

- Niveau 1 (DDR)
- Niveau 2 (DDR)
- Niveau 1
- Niveau 2
- Niveau 3
- Niveau 4

| Legenda niveautijdlijn | Legenda niveautijdlijn      | Legenda niveautijdlijn      | Legenda niveautijdlijn      | Legenda niveautijdlijn    | Legenda niveautijdlijn |
| Liga                   | Seizoen 1963/64 t/m 1973/74 | Seizoen 1974/75 t/m 1993/94 | Seizoen 1994/95 t/m 2007/08 | Seizoen 2008/09 tot heden | Opmerking              |
| ---------------------- | --------------------------- | --------------------------- | --------------------------- | ------------------------- | ---------------------- |
| Bundesliga             | Niveau I                    | Niveau I                    | Niveau I                    | Niveau I                  |                        |
| 2. Bundesliga          | --                          | Niveau II                   | Niveau II                   | Niveau II                 |                        |
| 3. Liga                | --                          | --                          | --                          | Niveau III                |                        |
| Regionalliga           | Niveau II                   | --                          | Niveau III                  | Niveau IV                 |                        |
| Oberliga               | --                          | Niveau III *                | Niveau IV                   | Niveau V                  | * vanaf 1978/79        |

### Resultaten
| Seizoen | Klasse | Klasse | Klasse | Klasse | Klasse | Reeks                | DFB-Pokal    | Opmerkingen                                                  |
|         | I      | II     | III    | IV     | V      |                      | FDGB-Pokal   |                                                              |
| ------- | ------ | ------ | ------ | ------ | ------ | -------------------- | ------------ | ------------------------------------------------------------ |
| 1963/64 |        | 2      |        |        |        | DDR-Liga             | 3e ronde     |                                                              |
| 1964/65 |        | 7      |        |        |        | DDR-Liga             | voorronde    |                                                              |
| 1965/66 |        | 1      |        |        |        | DDR-Liga             | 2e ronde     |                                                              |
| 1966/67 | 6      |        |        |        |        | DDR-Oberliga         | 2e ronde     |                                                              |
| 1967/68 | 8      |        |        |        |        | DDR-Oberliga         | Winnaar      | Deelname Intertoto Cup                                       |
| 1968/69 | 14     |        |        |        |        | DDR-Oberliga         | 8e finale    |                                                              |
| 1969/70 |        | 1      |        |        |        | DDR-Liga             | 8e finale    |                                                              |
| 1970/71 | 5      |        |        |        |        | DDR-Oberliga         | 8e finale    |                                                              |
| 1971/72 | 11     |        |        |        |        | DDR-Oberliga         | 8e finale    |                                                              |
| 1972/73 | 13     |        |        |        |        | DDR-Oberliga         | kwartfinale  |                                                              |
| 1973/74 |        | 1      |        |        |        | DDR-Liga             | 2e ronde     | 3de in de eindronde om promotie                              |
| 1974/75 |        | 1      |        |        |        | DDR-Liga             | 8e finale    | 5de in de eindronde om promotie                              |
| 1975/76 |        | 1      |        |        |        | DDR-Liga             | tussenronde  | 2de in de eindronde om promotie                              |
| 1976/77 | 11     |        |        |        |        | DDR-Oberliga         | 8e finale    |                                                              |
| 1977/78 | 8      |        |        |        |        | DDR-Oberliga         | 2e ronde     |                                                              |
| 1978/79 | 10     |        |        |        |        | DDR-Oberliga         | 8e finale    |                                                              |
| 1979/80 | 14     |        |        |        |        | DDR-Oberliga         | 2e ronde     |                                                              |
| 1980/81 |        | 1      |        |        |        | DDR-Liga             | 2e ronde     | 3de in de eindronde om promotie                              |
| 1981/82 |        | 1      |        |        |        | DDR-Liga             | 2e ronde     | 2de in de eindronde om promotie                              |
| 1982/83 | 12     |        |        |        |        | DDR-Oberliga         | 8e finale    |                                                              |
| 1983/84 | 13     |        |        |        |        | DDR-Oberliga         | 2e ronde     |                                                              |
| 1984/85 |        | 1      |        |        |        | DDR-Liga             | 1e ronde     |                                                              |
| 1985/86 | 7      |        |        |        |        | DDR-Oberliga         | Finale       |                                                              |
| 1986/87 | 11     |        |        |        |        | DDR-Oberliga         | 8e finale    |                                                              |
| 1987/88 | 11     |        |        |        |        | DDR-Oberliga         | 8e finale    |                                                              |
| 1988/89 | 14     |        |        |        |        | DDR-Oberliga         | kwartfinale  |                                                              |
| 1989/90 |        | 2      |        |        |        | DDR-Liga             | 1e ronde     |                                                              |
| 1990/91 |        | 1      |        |        |        | NOFV Liga A          | halve finale | 3de in de eindronde om promotie                              |
| 1991/92 |        |        | 1      |        |        | Oberliga Nordost     |              | 4de in de eindronde om promotie                              |
| 1992/93 |        |        | 1      |        |        | Oberliga Nordost     |              | 1ste in de eindronde, geen licentie                          |
| 1993/94 |        |        | 1      |        |        | Oberliga Nordost     |              | 4de in de eindronde om promotie                              |
| 1994/95 |        |        | 3      |        |        | Regionalliga Nordost | 1e ronde     |                                                              |
| 1995/96 |        |        | 2      |        |        | Regionalliga Nordost |              |                                                              |
| 1996/97 |        |        | 5      |        |        | Regionalliga Nordost |              |                                                              |
| 1997/98 |        |        | 6      |        |        | Regionalliga Nordost |              |                                                              |
| 1998/99 |        |        | 6      |        |        | Regionalliga Nordost |              |                                                              |
| 1999/00 |        |        | 1      |        |        | Regionalliga Nordost |              | 2e in promotie play-offs 2. Bundesliga                       |
| 2000/01 |        |        | 1      |        |        | Regionalliga Nord    | Finale       | Bekerfinale > FC Schalke 04 0-2                              |
| 2001/02 |        | 6      |        |        |        | 2. Bundesliga        | 8e finale    | Deelname UEFA Cup, als verliezend bekerfinalist              |
| 2002/03 |        | 9      |        |        |        | 2. Bundesliga        | 2e ronde     |                                                              |
| 2003/04 |        | 17     |        |        |        | 2. Bundesliga        | 2e ronde     |                                                              |
| 2004/05 |        |        | 19     |        |        | Regionalliga Nord    | 1e ronde     |                                                              |
| 2005/06 |        |        |        | 1      |        | Oberliga Nordost     |              |                                                              |
| 2006/07 |        |        | 12     |        |        | Regionalliga Nord    |              |                                                              |
| 2007/08 |        |        | 4      |        |        | Regionalliga Nord    | 1e ronde     |                                                              |
| 2008/09 |        |        | 1      |        |        | 3. Liga              |              |                                                              |
| 2009/10 |        | 12     |        |        |        | 2. Bundesliga        | 1e ronde     |                                                              |
| 2010/11 |        | 11     |        |        |        | 2. Bundesliga        | 1e ronde     |                                                              |
| 2011/12 |        | 7      |        |        |        | 2. Bundesliga        | 1e ronde     |                                                              |
| 2012/13 |        | 7      |        |        |        | 2. Bundesliga        | 2e ronde     |                                                              |
| 2013/14 |        | 9      |        |        |        | 2. Bundesliga        | 3e ronde     |                                                              |
| 2014/15 |        | 7      |        |        |        | 2. Bundesliga        | 1e ronde     |                                                              |
| 2015/16 |        | 6      |        |        |        | 2. Bundesliga        | 1e ronde     |                                                              |
| 2016/17 |        | 4      |        |        |        | 2. Bundesliga        | 2e ronde     |                                                              |
| 2017/18 |        | 8      |        |        |        | 2. Bundesliga        | 2e ronde     |                                                              |
| 2018/19 |        | 3      |        |        |        | 2. Bundesliga        | 2e ronde     | PD-wedstrijden Bundesliga > VfB Stuttgart, uit 2-2 thuis 0-0 |
| 2019/20 | 11     |        |        |        |        | Bundesliga           | 2e ronde     |                                                              |
| 2020/21 | 7      |        |        |        |        | Bundesliga           | 2e ronde     | Geplaatst voor de UEFA Europa Conference League              |
| 2021/22 | 5      |        |        |        |        | Bundesliga           | halve finale | Geplaatst voor de groepsfase van de UEFA Europa League       |
| 2022/23 | 4      |        |        |        |        | Bundesliga           | kwartfinale  | Geplaatst voor de groepsfase van de UEFA Champions League    |
| 2023/24 | 15     |        |        |        |        | Bundesliga           | 2e ronde     |                                                              |
| 2024/25 | 13     |        |        |        |        | Bundesliga           | 2e ronde     |                                                              |

### Union in Europa
Uitslagen vanuit gezichtspunt 1. FC Union Berlin
| Seizoen                                                     | Competitie        | Ronde        | Land                           | Club              | Totaalscore      | 1e W    | 2e W    | PUC  |
| ----------------------------------------------------------- | ----------------- | ------------ | ------------------------------ | ----------------- | ---------------- | ------- | ------- | ---- |
| 1967/68                                                     | Intertoto         | Groep B7     | Vlag van Denemarken            | KB Kopenhagen     | 0-4              | 0-1 (U) | 0-3 (T) |      |
|                                                             |                   | Groep B7     | Vlag van Polen                 | Katowice          | 3-1              | 0-1 (U) | 3-0 (T) |      |
|                                                             |                   | Groep B7     | Vlag van Tsjechië              | Union Teplice     | 1-2              | 0-1 (T) | 1-1 (U) |      |
| 1968/69                                                     | Europacup II      | 1R           | Vlag van Bulgarije (1967-1971) | Spartak Sofia     | teruggetrokken ¹ |         |         | 0.0  |
| 2001/02                                                     | UEFA Cup          | 1R           | Vlag van Finland               | FC Haka           | 4-1              | 1-1 (U) | 3-0 (T) | 4.0  |
|                                                             |                   | 2R           | Vlag van Bulgarije             | Litex Lovetsj     | 0-2              | 0-2 (T) | 0-0 (U) | 4.0  |
| 2021/22                                                     | Conference League | PO           | Vlag van Finland               | KuPS Kuopio       | 4-0              | 4-0 (U) | 0-0 (T) | 6.5  |
|                                                             |                   | Groep E      | Vlag van Nederland             | Feyenoord         | 2-5              | 1-3 (U) | 1-2 (T) | 6.5  |
|                                                             |                   | Groep E      | Vlag van Tsjechië              | Slavia Praag      | 2-4              | 1-3 (U) | 1-1 (T) | 6.5  |
|                                                             |                   | Groep E (3e) | Vlag van Israël                | Maccabi Haifa     | 4-0              | 3-0 (T) | 1-0 (U) | 6.5  |
| 2022/23                                                     | Europa League     | Groep D      | Vlag van België                | Union Sint-Gillis | 1-1              | 0-1 (T) | 1-0 (U) | 15.0 |
|                                                             |                   | Groep D      | Vlag van Portugal              | SC Braga          | 1-1              | 0-1 (U) | 1-0 (T) | 15.0 |
|                                                             |                   | Groep D (2e) | Vlag van Zweden                | Malmö FF          | 2-0              | 1-0 (U) | 1-0 (T) | 15.0 |
|                                                             |                   | 2R           | Vlag van Nederland             | AFC Ajax          | 3-1              | 0-0 (U) | 3-1 (T) | 15.0 |
|                                                             |                   | 1/8          | Vlag van België                | Union Sint-Gillis | 3-6              | 3-3 (T) | 0-3 (U) | 15.0 |
| 2023/24                                                     | Champions League  | Groep C      | Vlag van Spanje                | Real Madrid CF    | 2-4              | 0-1 (U) | 2-3 (T) | 6.0  |
|                                                             |                   | Groep C      | Vlag van Italië                | SSC Napoli        | 1-2              | 0-1 (T) | 1-1 (U) | 6.0  |
|                                                             |                   | Groep C (4e) | Vlag van Portugal              | SC Braga          | 3-4              | 2-3 (T) | 1-1 (U) | 6.0  |
| Totaal aantal behaalde punten voor UEFA coëfficiënten: 31.5 |                   |              |                                |                   |                  |         |         |      |

## Bekende (oud-)Eisernen

### Spelers
- Brenden Aaronson
- Timo Baumgartl
- Sheraldo Becker
- Danilho Doekhi
- Rick van Drongelen
- Marvin Friedrich
- Robin Gosens
- Marcus Ingvartsen
- Rani Khedira
- Robin Knoche
- Max Kruse
- Adam Nemec
- Marko Rehmer
- Morten Thorsby
- Lucas Tousart
- Christopher Trimmel
- Bobby Wood

#### Records
Top-5 meest gespeelde wedstrijden
| Nr. | Naam                | Land       | Positie      | Periode   | Aantal |
| --- | ------------------- | ---------- | ------------ | --------- | ------ |
| 1.  | Christopher Trimmel | Oostenrijk | Middenvelder | 2005-2014 | 360 *) |
| 2.  | Lutz Hendel         | Duitsland  | Middenvelder | 1985-1993 | 315    |
| 3.  | Tom Persich         | Duitsland  | Verdediger   | 1998-2006 | 303    |
| 4.  | Torsten Mattuschka  | Duitsland  | Middenvelder | 2005-2014 | 281    |
| 5.  | Michael Parensen    | Duitsland  | Verdediger   | 2009-2020 | 249    |

Top-5 doelpuntenmakers
| Nr. | Naam               | Land                  | Periode          | Aantal |
| --- | ------------------ | --------------------- | ---------------- | ------ |
| 1.  | Jacek Mencel       | Tsjechië              | 1990-1994        | 66     |
| 2.  | Karim Benyamina    | Algerije              | 2005-2011        | 62     |
| 3.  | Torsten Mattuschka | Duitsland             | 2005-2014        | 61     |
| 4.  | Sergej Barbarez    | Bosnië en Herzegovina | 1993-1996        | 48     |
| 5.  | Daniel Teixeira    | Brazilië              | 2001 / 2005-2007 | 47     |

Stand: 18-05-2025

### Trainers
- Urs Fischer
- Harald Seeger
- Frank Wormuth